# Capilla del Valle Yosemite
La Capilla del Valle Yosemite
 (en inglés:  Yosemite Valley Chapel ) fue construida en el valle de Yosemite de California, Estados Unidos en 1879. Es la edificación más antigua aún en pie en el parque nacional de Yosemite.
La capilla de madera fue diseñada por el arquitecto de San Francisco Charles Geddes en el estilo gótico Carpenter. Fue construida por la Asociación de la Escuela Dominical del Estado de California, con un costo de tres o cuatro mil dólares.
La capilla fue levantada originalmente en el "Pueblo Bajo", como se llamaba entonces, pero fue trasladada a su actual ubicación en 1901.